# Lionel Richie
Lionel Brockman Richie Jr. (Tuskegee, 20 giugno 1949) è un cantante, compositore, attore e produttore discografico statunitense.
Dopo essere divenuto il frontman dei Commodores, famosa band degli anni '70, dal 1982 ha intrapreso la carriera di solista, vendendo oltre 100 milioni di dischi. È uno degli artisti che hanno venduto più dischi nel mondo. Alcune delle sue canzoni più famose sono Endless Love (1981 duetto con Diana Ross), We Are The World (scritta con Michael Jackson e pubblicata nel 1985), All Night Long (1983), Hello (1983) e Say You, Say Me (che vinse il Premio Oscar nel 1986) e Truly. È padre adottivo dell'attrice Nicole Richie.

## Biografia

### I primi anni
Nato a Tuskegee in Alabama, Lionel Richie cresce nel campus del "Tuskegee Institute" (poi diventata "Tuskegee University"). La casa del nonno era proprio di fronte a quella del presidente dell'Istituto. La sua famiglia si spostò nell'Illinois e Richie frequentò la Joliet Township High School.

## Carriera

### I Commodores
Da studente a Tuskegee, Richie ha formato una serie di gruppi R&B a metà degli anni '60. Nel 1968 è diventato cantante e sassofonista con i Commodores. Firmarono un contratto discografico con Atlantic Records nel 1968 per un disco prima di passare alla Motown Records inizialmente come atto di supporto per The Jackson 5. I Commodores si sono poi affermati come un gruppo soul popolare. I loro primi diversi album avevano un suono ballabile e funky, come in brani come "Machine Gun" e "Brick House". Nel corso del tempo, Richie ha scritto e cantato ballate più romantiche e di facile ascolto come Easy, Three Times a Lady e Sail On.
Nel 1974, Richie ha ottenuto il suo primo successo commerciale come autore di canzoni con "Happy People", che ha scritto insieme a Jeffrey Bowen e Donald Baldwin. Originariamente concepito come una traccia dei Commodores, è stato registrato dai The Temptations. Alla fine degli anni '70, Richie aveva iniziato ad accettare commissioni di scrittura di canzoni da altri artisti. Ha composto "Lady" per Kenny Rogers, che ha raggiunto il numero 1 nel 1980, e l'anno successivo ha prodotto l'album di Rogers Share Your Love. Richie e Rogers hanno mantenuto una forte amicizia negli anni successivi. Compositore di jazz latino e pioniere della salsa romantica La Palabraha ha riscosso successo internazionale con la sua cover di "Lady", che è stata suonata nei club di ballo latino. Sempre nel 1981 Richie ha cantato la sigla del film Endless Love, un duetto con Diana Ross. Pubblicato come singolo, la canzone ha scalato le classifiche di musica pop di Canada, Brasile, Australia, Giappone, Nuova Zelanda e Stati Uniti ed è diventata uno dei più grandi successi della Motown. Il suo successo ha incoraggiato Richie a espandersi in una vera e propria carriera da solista nel 1982. È stato sostituito come cantante dei Commodores da Skyler Jett nel 1983.

### La carriera da solista

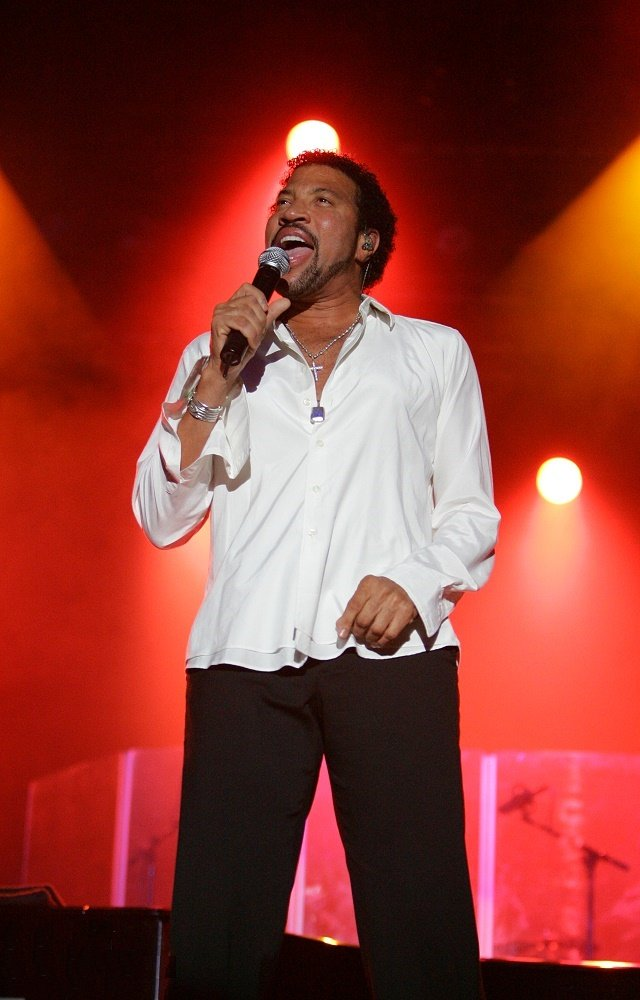
Lionel Richie dal vivo nel 2006

Nel 1982 debutta col suo album Lionel Richie che sale alla 3ª posizione nelle classifiche, vendendo oltre 4 milioni di copie. Nel 1983 pubblica Can't Slow Down. L'album vince due Grammy Awards, tra i quali anche quello di album dell'anno. L'album comprende anche la canzone n. 1: All Night Long (All Night).
Ha scritto molte canzoni "top 10", tra le quali Hello. Nel 1985 scrive assieme a Michael Jackson, We Are The World, brano a scopo benefico contro la fame in Africa. Al progetto collaborarono più di 40 artisti, tra cui Diana Ross, Bob Dylan, Bruce Springsteen e Cyndi Lauper; il singolo vendette oltre 20 milioni di copie e il progetto raccolse 50 milioni di dollari, che vennero devoluti a favore della popolazione dell'Etiopia.
Nel 1986 Richie pubblica Dancing on the Ceiling, altro album diventato una hit. Nello stesso anno si aggiudica un Oscar per il brano Say You, Say Me, colonna sonora del film Il sole a mezzanotte. Suo padre, Lionel Sr. muore nel 1990. Richie ritorna a creare e a pubblicare la sua prima raccolta Back to Front, che venne pubblicata nel 1992.
Da allora Richie si prende una pausa e lavora al minimo. Rompe il silenzio nel 1996 con l'album Louder Than Words. Gli album degli anni Novanta Louder Than Words e Time non ottengono il successo dei precedenti. Con l'album del 2001 Renaissance ritorna al suo vecchio stile.
Il 23 luglio 2000 in occasione del Summer Festival di Lucca, un doppio concerto vede Lionel Richie duettare con la cantautrice italiana Giorgia Todrani sulle note della bellissima All Night Long (All Night). Nel 2002 la canzone Running with the Night viene inserita nel videogioco Grand Theft Auto - Vice City. Il 9 dicembre 2006 Richie è ospite del programma An Audience with Lionel Richie. Il 7 luglio 2009 si esibisce presso lo Staples Center di Los Angeles, durante il funerale del cantante e amico Michael Jackson, cantando il brano "Jesus is love".
Il 5 marzo 2012 Richie pubblica il suo decimo album ed e la svolta verso la country music; l'album prende il nome dalla città natale di Richie, Tuskegee. Viene pubblicato per la casa discografica Mercury Music Nashville. Contiene 13 canzoni in stile country music con Pedal Steel Guitar in evidenza. 'Tuskegee' comprende duetti con Kenny Rogers, Tim McGraw, Kenny Chesney, Darius Rucker, Sugarland, Jennifer Nettles, Willie Nelson, Little Big Town, Shania Twain, Rascal Flatts, Blake Shelton, Jason Aldean, Jimmy Buffett e Billy Currington. Debutta al numero 1 della classifica degli album country in USA, piazzandosi successivamente al numero 1 nella classifica generale in Canada, Stati Uniti e Regno Unito. Il 9 maggio 2012 la RIAA annuncia che 'Tuskegee' è il primo disco di platino dell'anno 2012, con 1 milione di copie vendute.

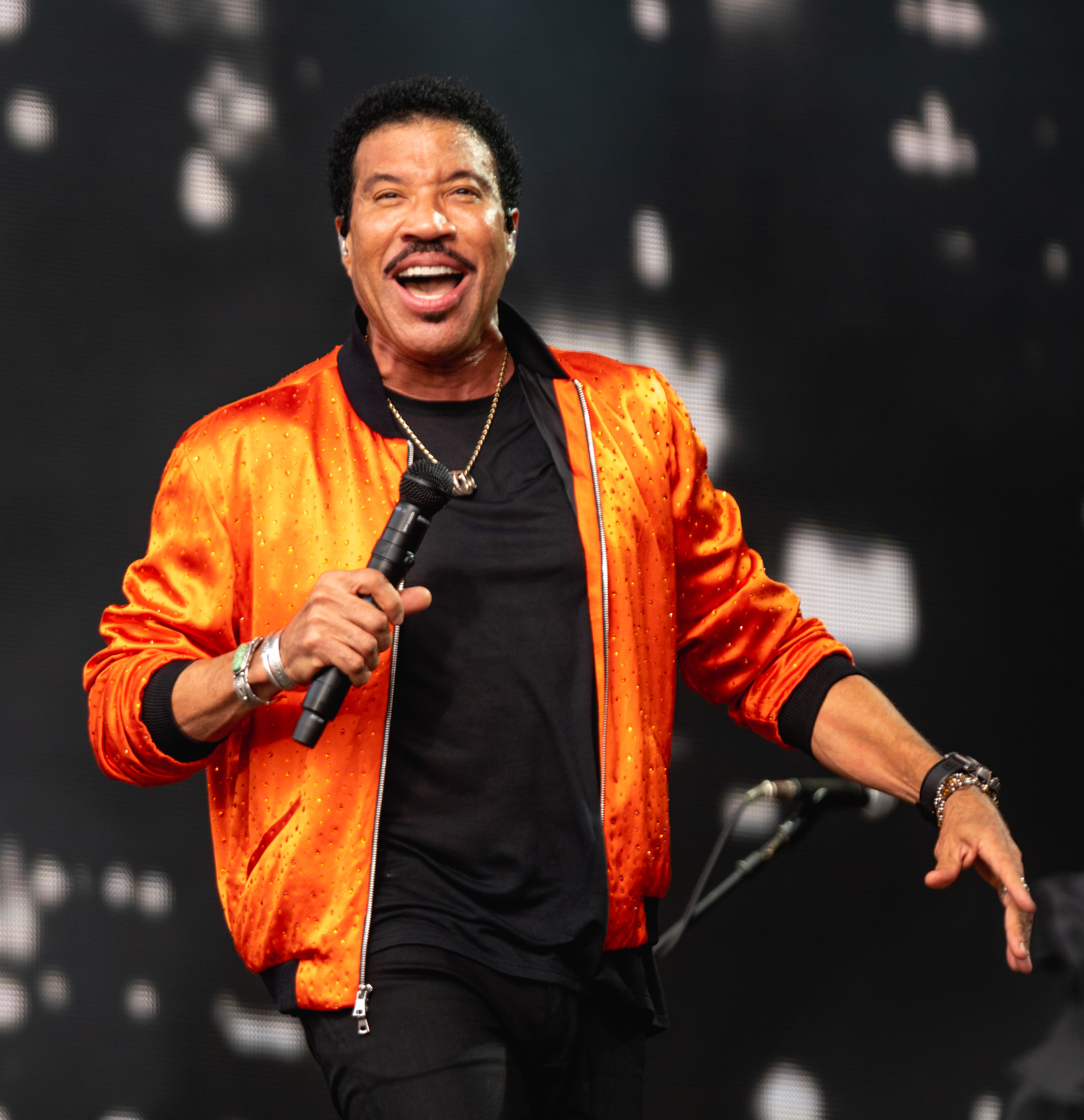
Lionel Richie nel 2019

Il 28 giugno 2015, Richie ha suonato davanti a un pubblico compreso tra 100.000 e 120.000 persone al Festival di Glastonbury, in Inghilterra. Il suo spettacolo è stato descritto come "trionfante" dalla BBC ed è stato seguito dal suo ritorno in cima alla classifica degli album del Regno Unito con una compilation ristampata del suo lavoro sia come artista solista che con i Commodores. Nel settembre 2017, la ABC ha annunciato che Richie sarebbe stato un giudice per la rinascita di American Idol.
Nel maggio 2017, Richie è stato premiato al Berklee College of Music durante il suo concerto di inizio 2017 quando gli studenti diplomati hanno eseguito un medley della sua discografia. Richie ha ricevuto anche un dottorato onorario in musica. Il 3 dicembre 2017, Richie ha ricevuto il Kennedy Center Honors.
Nell'ottobre 2017, è stato riferito che Richie si era assicurato i diritti per produrre un film biografico su Curtis Mayfield.
Il 25 marzo 2019, Richie ha annunciato un tour di 33 date in tutto il Nord America per l'estate. Il suo "Hello Tour" è iniziato il 10 maggio al KAABOO Festival di Arlington e si protrae fino ad agosto.

### Popolarità nel mondo arabo
Richie è un musicista popolare in vari stati arabi, e si è esibito in Marocco, Emirati Arabi Uniti, Egitto e Libia. John Berman per ABC News ha riferito nel 2006 che "Gli uomini iracheni cresciuti hanno gli occhi annebbiati dalla semplice menzione del suo nome."
Richie era contro la guerra e ha detto che un giorno gli sarebbe piaciuto esibirsi a Baghdad.

## Attivismo contro il cancro al seno

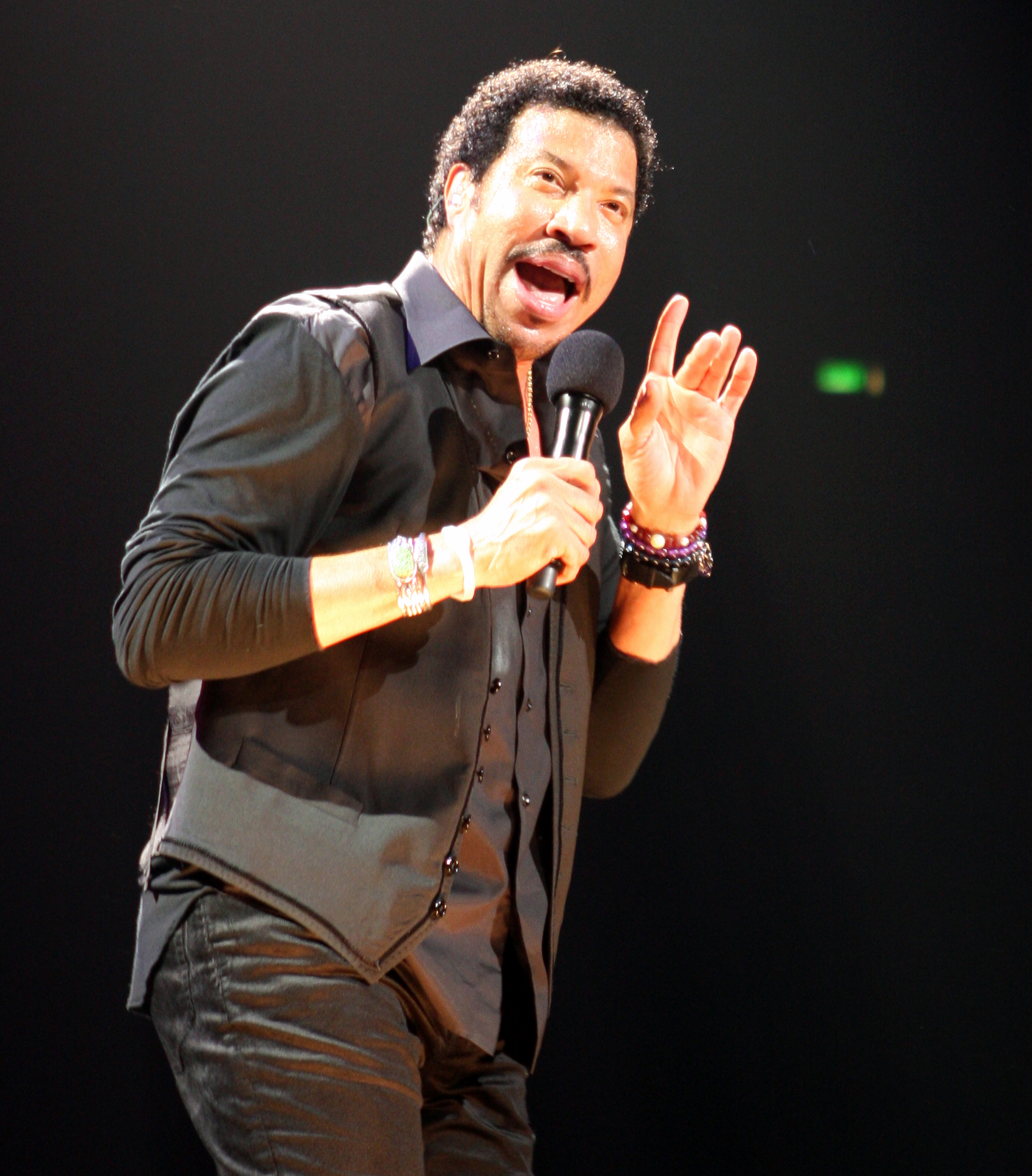
Lionel Richie nel 2011

Lionel Richie ha aiutato a raccogliere 3.1 milioni di dollari, devoluti al "Breast Cancer Research Foundation" (Centro di Ricerca contro il Cancro al seno). Ha partecipato al gala del centro, tenutosi nel 2003. Lionel ha raccontato numerose volte alle telecamere che a sua nonna fu diagnosticato un cancro al seno ad 80 anni, ma, nonostante ciò, sopravvisse fino a 103 anni. Il cantante ha affermato che essa rappresenta un simbolo di speranza ed è stata una figura importante nella scelta di diventare un attivista contro il cancro.

## Vita privata
Richie si sposa con Brenda Harvey il 18 ottobre 1975. Nel 1983 Lionel e Brenda adottano l'attrice Nicole Richie, che all'epoca aveva due anni. Alla separazione del 1988 segue il divorzio del 9 agosto 1993. Il 21 dicembre 1995, Lionel sposa Diane Alexander. Dall'unione nascono Myles Brockman e Sofia Richie. Problemi irrisolvibili costringono la coppia al divorzio nel gennaio 2004.
Richie ha sofferto di problemi alla gola prolungati e ha subito un intervento chirurgico quattro volte in quattro anni prima che i medici convenzionali gli dicessero che poteva perdere la carriera di cantante. Alla fine si è rivolto a un medico olistico che ha accertato che il problema era semplicemente il reflusso acido causato dai cibi che Richie stava mangiando prima di andare a letto.
Richie è diventato nonno nel 2008 quando Nicole Richie ha dato alla luce una bambina con il cantante dei Good Charlotte, Joel Madden. Il secondo nipote di Richie è nato dalla coppia nel 2009.

## Premi e riconoscimenti

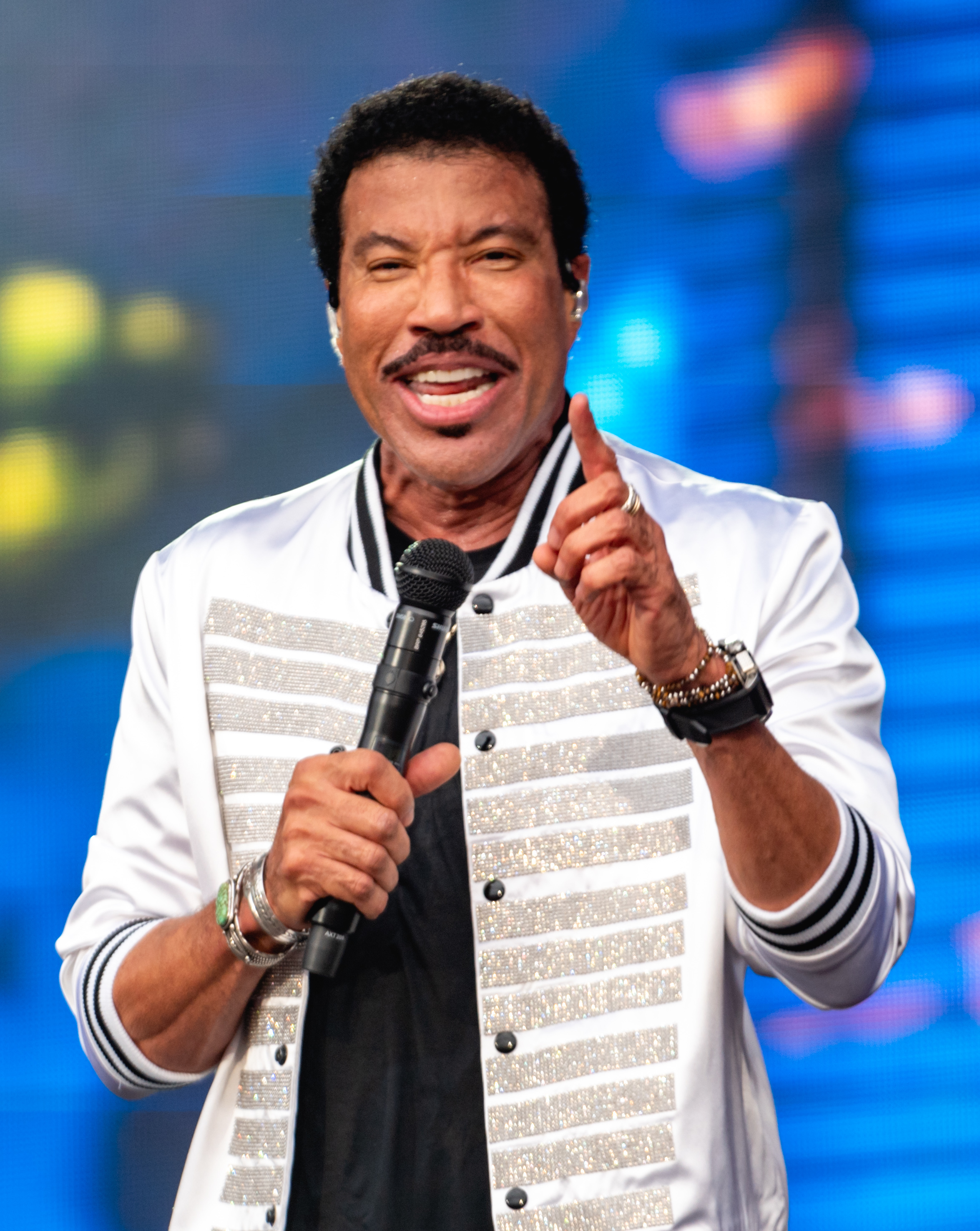
Lionel Richie in concerto nel 2019

Richie ha vinto quattro Grammy Awards tra cui "Song of the Year" nel 1985 per We Are the World, che ha scritto insieme a Michael Jackson, "Album of the Year" nel 1984 per Can't Slow Down, "Producer of the Year" nel 1984 e la "migliore performance vocale pop maschile" per Truly nel 1982.
Richie è stata la prima persona al mondo a ricevere un premio album di diamanti RIAA.
Richie è stato candidato per due Golden Globe e ne ha vinto uno. Nel 1982, è stato candidato per la migliore canzone originale per il film Endless Love. Nel 1986, è stato candidato e ha vinto il premio per la migliore canzone originale per la canzone Say You, Say Me, presente nel film Il sole a mezzanotte. Questa canzone ha anche vinto l'Academy Award per la migliore canzone originale.

## Curiosità
- Nel 2009 è entrato nella massoneria. [1]

## Discografia

### Album in studio
- 1982 – Lionel Richie
- 1983 – Can't Slow Down
- 1986 – Dancing on the Ceiling
- 1996 – Louder Than Words
- 1998 – Time
- 2000 – Renaissance
- 2004 – Just for You
- 2006 – Coming Home
- 2006 – Sounds of the Season
- 2009 – Just Go
- 2012 – Tuskegee

### Raccolte
- 1992 – Back to Front
- 1997 – Truly - The Love Songs
- 2003 – The definitive collection

### Album dal vivo
- 2003 – Encore

## Filmografia

### Attore

#### Cinema
- Scott Joplin, regia di Jeremy Kagan (1977)
- Uno sguardo dal cielo (The Preacher's Wife), regia di Penny Marshall (1996)
- To Love a Woman, regia di Simon Brand e Lionel Richie - cortometraggio (2009)

#### Televisione
- Misery Bear - miniserie TV, episodio 1x13 (2012)
- Bonnaroo Music Festival, regia di Keith Hobelman - film TV (2014)
- The Greatest Night in Pop, regia di Bao Bao Nguyen - documentario (2024)